# Turul

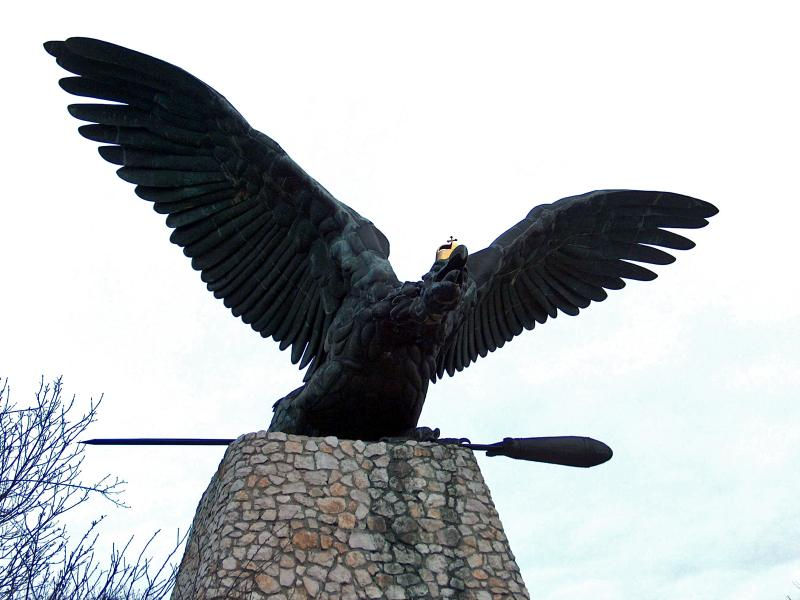
Il Turul a Tatabánya

Il Turul è un uccello mitologico legato alle leggende sull'origine dei Magiari.
Il Turul è immaginato come un falco di enormi dimensioni. La parola deriva dal turco (togrul o turgul significa falco pellegrino). Nell'ungherese odierno falco si dice sólyom, ma ci sono altre tre parole che in passato denotavano diversi tipi di falchi: kerecsen (falco sacro), zongor e turul.
Due sono gli episodi significativi dell'epopea ungherese in cui il Turul ha un ruolo chiave. Una prima volta è un Turul ad apparire in sogno a Emese, la madre del principe Álmos. Il Turul, dopo averla fecondata, le avrebbe annunciato che il figlio sarebbe stato il fondatore di una grande dinastia. Una seconda volta è un Turul ad apparire in sogno ai capi delle 7 tribù ungheresi. In questo caso i Turul mettono in fuga le aquile che stanno attaccando i cavalli delle tribù. Il significato attribuito ai sogni fu che era necessario migrare verso nuove terre. Una volta in movimento, i Turul indicarono loro la strada, guidandoli verso la Pannonia che sarebbe divenuta la culla dell'Ungheria.
Tra le numerose statue di Turul presenti sul territorio ungherese la più imponente è visibile presso Tatabánya. Eretta nel 1907, sembra che sia la più grande statua raffigurante un volatile in Europa: l'apertura alare della statua è di oltre 15 metri.